# Narciso Mendoza (Durango)
Narciso Mendoza es una localidad del estado mexicano de Durango. Es parte del municipio de Poanas. Fue fundada el 26 de mayo de 1934.

## Toponimia
El nombre de la localidad rinde homenaje a Narciso Mendoza, héroe del Sitio de Cuautla de 1812.

## Demografía
| Gráfica de evolución demográfica |
|                                  |

| Censo | Población |
| ----- | --------- |
| 1940  | 506       |
| 1950  | 640       |
| 1960  | 858       |
| 1970  | 1 014     |
| 1980  | 1 194     |
| 1990  | 1 170     |
| 2000  | 945       |
| 2010  | 1 053     |
| 2020  | 1 004     |